# Callier-effect
Het Callier-effect zorgt ervoor dat bij gericht licht in een vergroter het contrast van het negatief versterkt wordt.
- Evenwijdig gericht licht kan ongehinderd de dunne plaatsen in het negatief passeren.
- In de donkere delen van het negatief worden parallel opvallende stralen verstrooid door de zilverdeeltjes, dus er is lichtverlies. De lichtstraal wordt dus niet alleen door de grijswaarde (zilverdeeltjes) van het negatief maar ook door de optredende verstrooiing afgezwakt.
- Bij diffuse systemen is het licht dat op het negatief valt reeds gelijkmatig diffuus. Het zijn dus enkel de zilverdeeltjes die de lichtstralen afzwakken.